# Chilenische Fußballnationalmannschaft
Die chilenische Fußballnationalmannschaft zählt zu den erfolgreichsten Fußballnationalmannschaften Südamerikas. Chile ist das dritte südamerikanische Land nach Argentinien und Uruguay, das Länderspiele bestritt. Ihr erstes Spiel bestritt „La Roja“ (Die Rote) am 27. Mai 1910 in Buenos Aires gegen eine argentinische Auswahlmannschaft, das sie mit 1:3 verlor. Das nächste Länderspiel folgte zwei Tage später an gleicher Stelle im Rahmen des zum 100. Jahrestages der argentinischen Mai-Revolution von 1810 abgehaltenen Campeonato Sudamericano und endete mit einer 0:3-Niederlage gegen die uruguayische Fußballnationalmannschaft. 1916 nahm die Mannschaft am ersten Campeonato Sudamericano unter der Ägide der CONMEBOL teil, an der vier Mannschaften teilnahmen, wurde aber mit nur einem einzigen Punkt Letzter. 1955, 1956, 1979 und 1987 erreichte Chile den zweiten Platz. Erst bei der Copa América 2015 durfte der erste große Titel gefeiert werden. Auch bei der zum hundertjährigen Jubiläum ausgetragenen Copa América Centenario 2016 holten sie den Titel. In beiden Fällen gewannen sie im Finale gegen Argentinien im Elfmeterschießen. 1928 nahm das Land zum ersten und einzigen Mal am olympischen Fußballturnier teil. Auch bei der ersten Fußball-Weltmeisterschaft 1930 war Chile einer der Teilnehmer und verlor dort nur gegen den späteren Finalisten Argentinien.
1962 richtete Chile die siebte Weltmeisterschaft aus und erreichte mit dem dritten Platz die bis heute beste Platzierung. Danach wurde maximal das Achtelfinale erreicht. Als Südamerikameister von 2015 nahm Chile auch am FIFA-Konföderationen-Pokal 2017 teil, wo die Chilenen im Finale gegen Weltmeister Deutschland verloren.
In der FIFA-Weltrangliste im November 2015 stieg die Mannschaft von Platz 9 auf Platz 5, was die beste Platzierung seit Einführung der Weltrangliste bedeutete. Im April 2016 schaffte Chile durch einen 4:1-Sieg in der WM-Qualifikation 2018 gegen Venezuela kurzfristig sogar auf Rang vier in der Weltrangliste zu steigen. Durch die verpasste Qualifikation zur Fußball-Weltmeisterschaft 2018 fielen die Chilenen aber wieder aus den Top 10. Zurzeit wird die Mannschaft auf Platz 50 der Weltrangliste geführt (Stand: Dezember 2024).

## Teilnahmen an Fußball-Weltmeisterschaften
| 1930 in Uruguay           | Vorrunde           |
| 1934 in Italien           | zurückgezogen      |
| 1938 in Frankreich        | nicht teilgenommen |
| 1950 in Brasilien         | Vorrunde           |
| 1954 in der Schweiz       | nicht qualifiziert |
| 1958 in Schweden          | nicht qualifiziert |
| 1962 in Chile             | Dritter            |
| 1966 in England           | Vorrunde           |
| 1970 in Mexiko            | nicht qualifiziert |
| 1974 in Deutschland       | Vorrunde           |
| 1978 in Argentinien       | nicht qualifiziert |
| 1982 in Spanien           | Vorrunde           |
| 1986 in Mexiko            | nicht qualifiziert |
| 1990 in Italien           | nicht qualifiziert |
| 1994 in den USA           | gesperrt           |
| 1998 in Frankreich        | Achtelfinale       |
| 2002 in Südkorea/Japan    | nicht qualifiziert |
| 2006 in Deutschland       | nicht qualifiziert |
| 2010 in Südafrika         | Achtelfinale       |
| 2014 in Brasilien         | Achtelfinale       |
| 2018 in Russland          | nicht qualifiziert |
| 2022 in Katar             | nicht qualifiziert |
| 2026 in Kanada/Mexiko/USA | nicht qualifiziert |

## Teilnahmen an Olympischen Spielen
| 1900 bis 1924 – Nicht teilgenommen                           |
| 1928 in Amsterdam – Sieger der Trostrunde                    |
| 1952 in Helsinki – Vorrunde                                  |
| 1984 in Los Angeles – Viertelfinale                          |
| ab 1992 wird das Fußballturnier als U-23-Turnier ausgetragen |

## Bilanz bei der Copa América
| - 1916: 4. - 1917: 4. - 1919: 4. - 1920: 4. - 1921: nicht teilgenommen - 1922: 5. - 1923: nicht teilgenommen - 1924: 4. - 1925: nicht teilgenommen - 1926: 3. - 1927: nicht teilgenommen - 1929: nicht teilgenommen | - 1935: 4. - 1937: 5. - 1939: 4. - 1941: 3. - 1942: 6. - 1945: 3. - 1946: 5. - 1947: 4. - 1949: 5. - 1953: 4. - 1955: 2. - 1956: 2. | - 1957: 6. - 1959 (1): 5. - 1959 (2): nicht teilgenommen - 1963: nicht teilgenommen - 1967: 3. - 1975: Vorrunde - 1979: Finale - 1983: Vorrunde - 1987: Finale - 1989: Vorrunde - 1991: 3. - 1993: Vorrunde | - 1995: Vorrunde - 1997: Vorrunde - 1999: 3. - 2001: Viertelfinale - 2004: Vorrunde - 2007: Viertelfinale - 2011: Viertelfinale - 2015: Sieger - 2016: Sieger - 2019: 4. - 2021: Viertelfinale - 2024: Vorrunde |

## Aktueller Kader
Folgende Spieler wurden für die letzten beiden Freundschaftsspiele gegen Marokko und Katar im September 2022 berufen.
- Stand der Leistungsdaten: 25. September 2022 (nach dem Spiel gegen Marokko)

| Nr. | Position   | Name                | Geburtstag         | Spiele | Tore | Verein                    | Debüt | Letzter Einsatz |
| --- | ---------- | ------------------- | ------------------ | ------ | ---- | ------------------------- | ----- | --------------- |
| 01  | Torwart    | Cristóbal Campos    | 27. August 1999    | 000    | 0    | CF Universidad de Chile   |       |                 |
| 12  | Torwart    | Gabriel Arias       | 13. September 1987 | 013    | 0    | Racing Club de Avellaneda | 2018  | 09.10.2020      |
| 23  | Torwart    | Brayan Cortés       | 11. März 1995      | 008    | 0    | CSD Colo-Colo             | 2018  | 23.09.2022      |
| 05  | Abwehr     | Paulo Díaz          | 25. August 1994    | 038    | 0    | River Plate               | 2015  | 23.09.2022      |
| 0   | Abwehr     | Guillermo Maripán   | 6. Mai 1994        | 038    | 02   | AS Monaco                 | 2017  | 27.01.2022      |
| 17  | Abwehr     | Gary Medel          | 3. August 1987     | 146    | 07   | FC Bologna                | 2007  | 14.06.2022      |
| 04  | Abwehr     | Gabriel Suazo       | 9. August 1997     | 020    | 0    | CSD Colo-Colo             | 2017  | 23.09.2022      |
| 18  | Abwehr     | Valber Huerta       | 26. August 1993    | 002    | 0    | Deportivo Toluca          | 2022  | 23.09.2022      |
| 02  | Abwehr     | Eugenio Mena        | 18. Juli 1988      | 070    | 03   | Racing Club de Avellaneda | 2010  | 14.06.2022      |
| 15  | Abwehr     | Francisco Sierralta | 6. Mai 1997        | 012    | 0    | FC Watford                | 2018  | 14.06.2022      |
| 16  | Abwehr     | Nayel Mehssatou     | 8. August 2002     | 004    | 0    | KV Kortrijk               | 2022  | 23.09.2022      |
| 25  | Abwehr     | Juan Delgado        | 5. März 1993       | 006    | 01   | FC Paços de Ferreira      | 2014  | 23.09.2022      |
| 26  | Abwehr     | Jeyson Rojas        | 23. Januar 2002    | 004    | 0    | CSD Colo-Colo             | 2021  | 23.09.2022      |
| 20  | Mittelfeld | Charles Aránguiz    | 17. April 1989     | 097    | 07   | Bayer 04 Leverkusen       | 2009  | 23.09.2022      |
| 10  | Mittelfeld | Marcelino Núñez     | 1. März 2000       | 011    | 01   | Norwich City              | 2021  | 23.09.2022      |
| 21  | Mittelfeld | Esteban Pavez       | 1. Mai 1990        | 009    | 0    | CSD Colo-Colo             | 2014  | 23.09.2022      |
| 13  | Mittelfeld | Erick Pulgar        | 15. Januar 1994    | 041    | 04   | Flamengo Rio de Janeiro   | 2015  | 23.09.2022      |
| 19  | Mittelfeld | Diego Valdés        | 30. Januar 1994    | 021    | 01   | Club América              | 2015  | 23.09.2022      |
| 08  | Mittelfeld | Arturo Vidal        | 22. Mai 1987       | 133    | 32   | Flamengo Rio de Janeiro   | 2007  | 23.09.2022      |
| 14  | Mittelfeld | Felipe Méndez       | 23. September 1999 | 003    | 0    | ZSKA Moskau               | 2021  | 10.06.2022      |
| 27  | Mittelfeld | Williams Alarcón    | 20. November 2000  | 001    | 0    | Unión La Calera           | 2022  | 23.09.2022      |
|     | Mittelfeld | Darío Osorio        | 24. Januar 2004    | 002    | 0    | CF Universidad de Chile   | 2022  | 14.06.2022      |
| 22  | Sturm      | Ben Brereton        | 18. April 1999     | 016    | 04   | Blackburn Rovers          | 2021  | 23.09.2022      |
| 09  | Sturm      | Jean Meneses        | 16. März 1993      | 023    | 03   | Deportivo Toluca          | 2019  | 23.09.2022      |
| 07  | Sturm      | Alexis Sánchez      | 19. Dezember 1988  | 148    | 48   | Olympique Marseille       | 2006  | 23.09.2022      |
| 11  | Sturm      | Ángelo Henríquez    | 13. April 1994     | 013    | 02   | Miedź Legnica             | 2012  | 23.09.2022      |
| 21  | Sturm      | Diego Valencia      | 14. Januar 2000    | 008    | 0    | US Salernitana            | 2021  | 23.09.2022      |
| 28  | Sturm      | Clemente Montes     | 25. April 2001     | 004    | 0    | CD Universidad Católica   | 2021  | 23.09.2022      |

## Rekordspieler
Chile war das vorletzte südamerikanische Land, bei dem ein Spieler (Claudio Bravo am 24. März 2016) das 100. Länderspiel erreichte, hat aktuell aber nach Katar (7) zusammen mit Bahrain und Peru die meisten aktiven „Hunderter“ (6, aber teilweise seit einem Jahr nicht mehr eingesetzt) und hinter Peru (10) vor Argentinien, Brasilien und Uruguay (je 8) die zweitmeisten „Hunderter“ in Südamerika.
(Stand: 25. März 2025)
| Rekordspieler | Rekordspieler        | Rekordspieler | Rekordspieler |
| Spiele        | Spieler              | Zeitraum      | Tore          |
| ------------- | -------------------- | ------------- | ------------- |
| 166           | Alexis Sánchez       | 2006–aktiv    | 52            |
| 161           | Gary Medel           | 2007–aktiv    | 7             |
| 150           | Claudio Bravo        | 2004–2024     | 0             |
| 146           | Arturo Vidal         | 2007–aktiv    | 34            |
| 144           | Mauricio Isla        | 2007–aktiv    | 4             |
| 120           | Eduardo Vargas       | 2009–aktiv    | 45            |
| 115           | Gonzalo Jara         | 2006–2019     | 3             |
| 109           | Jean Beausejour      | 2004–2020     | 6             |
| 103           | Charles Aránguiz     | 2009–aktiv    | 7             |
| 85            | Leonel Sánchez †     | 1955–1968     | 24            |
| 79            | Jorge Valdivia       | 2004–2017     | 7             |
| 74            | Matías Fernández     | 2005–2018     | 14            |
| 73            | Eugenio Mena         | 2010–aktiv    | 3             |
| 73            | Nelson Tapia         | 1994–2005     | 0             |
| 71            | Alberto Fouillioux † | 1960–1972     | 12            |
| 70            | Marcelo Salas        | 1994–2007     | 37            |
| 69            | Fabián Estay         | 1990–2001     | 5             |
| 69            | Iván Zamorano        | 1987–2001     | 34            |
| 67            | Pablo Contreras      | 1999–2012     | 2             |
| 63            | Javier Margas        | 1990–2000     | 6             |
| 62            | Miguel Ramírez       | 1991–2003     | 1             |
| 62            | Marcelo Díaz         | 2011–2017     | 1             |
| 61            | Clarence Acuña       | 1995–2004     | 3             |
| 60            | Humberto Suazo       | 2005–2013     | 21            |

## Trainer

### Bisherige Trainer
- Fernando Riera (1958–1962)
- Luis Álamos (1966, 1973–1974)
- Alejandro Scopelli (1966–1967)
- Rudi Gutendorf (1972–1973)
- Nelson Acosta (1993, 1996–2001, 2005–2007)
- Xabier Azkargorta (1995–1996)
- Marcelo Bielsa (2007–2011)
- Claudio Borghi (2011–2012)
- Jorge Sampaoli (2012–2016)
- Juan Antonio Pizzi (2016–2017)
- Reinaldo Rueda (2018–2021)
- Martín Lasarte (2021–2022)
- Eduardo Berizzo (2022–2023)
- Nicolás Córdova (2023–2024) interim
- Ricardo Gareca (2024–)

### Trainer während einer WM
Bei WM-Turnieren wurde Chile von folgenden Trainern betreut:
- György Orth (WM 1930)
- Alberto Buccicardi (WM 1950)
- Fernando Riera (WM 1962)
- Luis Álamos (WM 1966)
- Luis Álamos (WM 1974)
- Luis Santibáñez (WM 1982)
- Nelson Acosta (WM 1998)
- Marcelo Bielsa (WM 2010)
- Jorge Sampaoli (WM 2014)

## Länderspiele gegen Fußballnationalmannschaften aus dem deutschsprachigen Raum
|     | Datum              | Ort                 | Heimmannschaft | Resultat | Gastmannschaft | Anlass                  |
| --- | ------------------ | ------------------- | -------------- | -------- | -------------- | ----------------------- |
| 1.  | 23. März 1960      | Stuttgart           | BRD            | 2:1      | Chile          | Freundschaftsspiel      |
| 2.  | 6. April 1960      | Bern                | Schweiz        | 4:2      | Chile          | Freundschaftsspiel      |
| 3.  | 26. März 1961      | Santiago de Chile   | Chile          | 3:1      | BRD            | Freundschaftsspiel      |
| 4.  | 30. Mai 1962       | Santiago de Chile   | Chile          | 3:1      | Schweiz        | WM-Vorrundenspiel       |
| 5.  | 6. Juni 1962       | Santiago de Chile   | Chile          | 0:2      | BRD            | WM-Vorrundenspiel       |
| 6.  | 2. Juli 1966       | Leipzig             | DDR            | 5:2      | Chile          | Freundschaftsspiel      |
| 7.  | 18. Dezember 1968  | Santiago de Chile   | Chile          | 2:1      | BRD            | Freundschaftsspiel      |
| 8.  | 22. Juni 1969      | Magdeburg           | DDR            | 0:1      | Chile          | Freundschaftsspiel      |
| 9.  | 2. Februar 1971    | Santiago de Chile   | Chile          | 0:1      | DDR            | Freundschaftsspiel      |
| 10. | 14. Juni 1974      | Berlin              | BRD            | 1:0      | Chile          | WM-Vorrundenspiel       |
| 11. | 18. Juni 1974      | Berlin ()           | Chile          | 1:1      | DDR            | WM-Vorrundenspiel       |
| 12. | 17. Juni 1982      | Oviedo ()           | Chile          | 0:1      | Österreich     | WM-Vorrundenspiel       |
| 13. | 20. Juni 1982      | Gijón ()            | BRD            | 4:1      | Chile          | WM-Vorrundenspiel       |
| 14. | 17. Juni 1998      | Saint-Étienne ()    | Chile          | 1:1      | Österreich     | WM-Vorrundenspiel       |
| 15. | 7. September 2007  | Wien ()             | Schweiz        | 2:1      | Chile          | Freundschaftsspiel      |
| 16. | 11. September 2007 | Wien                | Österreich     | 0:2      | Chile          | Freundschaftsspiel      |
| 17. | 21. Juni 2010      | Port Elizabeth ()   | Chile          | 1:0      | Schweiz        | WM-Vorrundenspiel       |
| 18. | 5. März 2014       | Stuttgart           | Deutschland    | 1:0      | Chile          | Freundschaftsspiel      |
| 19. | 22. Juni 2017      | Kasan ()            | Deutschland    | 1:1      | Chile          | Confed-Cup-Gruppenspiel |
| 20. | 2. Juli 2017       | Sankt Petersburg () | Deutschland    | 1:0      | Chile          | Confed-Cup-Finale       |

Bisher gab es keine Partien gegen Liechtenstein oder Luxemburg.